# La mujer de Judas
La mujer de Judas (română Femeia lui Iuda) este un serial produs de televiziunea venezueleană RCTV, în anii 2001–2002. La mujer de Judas nu este o telenovela obișnuită, realizată după tiparele clasice, ea conținând mult mister și suspans. În România, serialul a emis pe canalul Film Cafe (în trecut Romantica).
Dragostea este șicanatoare, deseori misterioasă, câteodată periculoasă și niciodată predictibilă. Gloria Leal este o femeie tânără, frumoasă și naivă cărei vocație este cinematografia. Gloria se hotărăște să facă o lucrare documentară despre povestea care înconjoară uciderea unui preot în vârstă de 20 de ani, crimă pentru care moștenitoarea culturilor de viță de vie Altagracia Del Toro a fost judecată și găsită vinovată în mod greșit.Astfel, legenda cunoscută ca "Mireasa lui Iuda" este din nou pe prima pagină a știrilor în timp ce Altagracia este eliberată după două decenii de închisoare. Locuitorii orașului se tem de ea și misterul se adâncește când dintr-o dată încep să se producă alte crime. Și la fel ca și la uciderea preotului, o femeie îmbrăcată în mireasă apare în mod misterios de fiecare dată când altă crimă este comisă. Dar dacă Altagracia nu este vinovată atunci cine este? Cine este Mireasa lui Iuda? Dorința Gloriei de a face documentarul devine complicată când se întâlnește și se simte imediat atrasă de Salomón Vaisman, președintele firmei viticole Del Toro. Salomon este inițial binevoitor dar la un moment dat în mod misterios se retrage din proiect când Altagracia revine la pretențiile ei asupra pământului pe care se află vița de vie a firmei Del Toro. Dar din cauză că investigația ei o aduce mai aproape să rezolve misterul crimelor, Gloria este surprinsă de retragerea lui Salomon. Care este legătura dintre Salomon și Altagracia? De ce Salomon vrea să țină secret trecutul? Legenda lui Altagracia Del Toro, "Mireasa lui Iuda" este o poveste a extremelor: bun și rău, ură, crimă, lăcomie, ambiție, moarte, curaj, mândrie și bineînțeles, dragoste. Poți ghici cum se va termina?

## Distribuția
- Astrid Carolina Herrera....Altagracia del Toro
- Chantal Baudaux....Gloria Leal
- Juan Carlos Garcia....Salomon Vaisman
- Luis Gerardo Nuñez....Marcos Rojas Paul
- Gledys Ibarra....Marina Batista
- Julie Restifo....Juaquina Leal La Juaca
- Dora Mazzone....Chichita Agüero del Toro
- Fedra López....Ricarda Araujo
- Kiara....Laura Briceño
- Albi de Abreu....Alirio Agüero del Toro
- Javier Vidal....Ludovico Agüero del Toro
- Mirela Mendoza....Enma Brandt
- Estefania López....Cordelia Araujo
- Alejandro Otero....Francisco Cañero